# La famiglia ideale
La famiglia ideale (La familia perfecta) è un film del 2021 diretto da Arantxa Echevarria.

## Trama
Lucía rimane molto sorpresa dalla famiglia molto eclettica della fidanzata del figlio ma non può immaginare che questa sarà di impatto sulla sua vita tranquilla e perfetta.

## Distribuzione
Il film è stato distribuito in Spagna dal 3 dicembre 2021 mentre in Italia è stato distribuito sulla piattaforma Netflix a partire dall'11 maggio 2022.